# Kościół Najświętszego Serca Pana Jezusa w Wojcieszkowie
Kościół Najświętszego Serca Pana Jezusa – rzymskokatolicki kościół parafialny należący do dekanatu Adamów diecezji siedleckiej.
Pozwolenie na budowę nowej murowanej świątyni parafialnej zostało uzyskane z trudnością. Budowa została rozpoczęta w 1897 roku. Kościół został zaprojektowany przez nieznanego architekta. Budowa została sfinansowana przez ówczesnego proboszcza, księdza Tadeusza Leszczyńskiego, oraz parafian, między innymi przez właścicieli wsi, hrabiów Plater-Zyberk. Prace budowlane zakończyły się w 1899 roku. Świątynię konsekrował w 1900 roku biskup Franciszek Jaczewski.

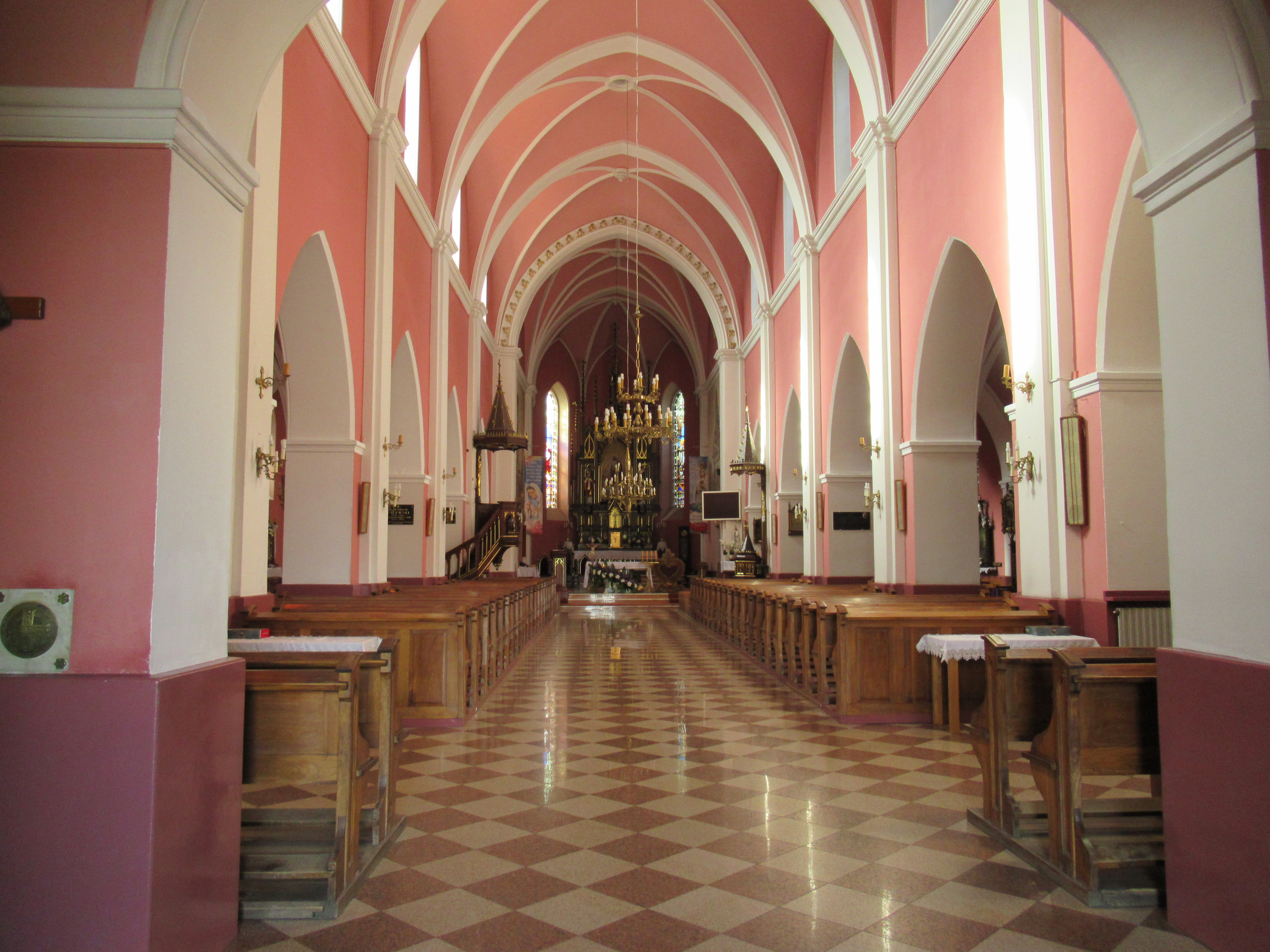
Wnętrze świątyni

Świątynia jest skierowana elewacją frontową w stronę wschodnią, ku centrum Wojcieszkowa. Jest postawiona na granitowym cokole, posiada mury z czerwonej cegły (na zewnątrz jedynymi otynkowanymi elementami są w pola kilku dekoracyjnych blend), wnętrze jest otynkowane na gładko. Składa się z trzech naw, reprezentuje typ bazylikowy, fasada jest ozdobiona dwiema wieżami (nawy posiadają pięć przęseł, z tym że nawa główna jest dwukrotnie szersza i wyższa od naw bocznych). Kościół został zbudowany na planie wydłużonego prostokąta, zwieńczonego od strony zachodniej trzema trójbocznymi absydami. Absyda środkowa, szersza od pozostałych, jest zakończeniem prezbiterium (o tej samej wysokości i szerokości co nawa główna). Absydy boczne zamykają dobudowane do murów prezbiterium zakrystię (od strony południowej) i kaplicę (od strony północnej). Pod prezbiterium znajduje się krypta. Do elewacji frontowej jest dostawiona kruchta (o wysokości równej połowy wysokości elewacji) ozdobiona portalem.
Do wyposażenia kościoła należą dębowy, neogotycki ołtarz główny, zaprojektowany przez Wincentego Bogaczyka, organy, ambona, chrzcielnica, konfesjonały, ołtarze boczne, ławy, stacje Drogi Krzyżowej, feretrony, liczne lichtarze z mosiądzu, relikwiarze, świeczniki, żyrandole, szafy i komody w zakrystii.